# 크리스티 캐니언

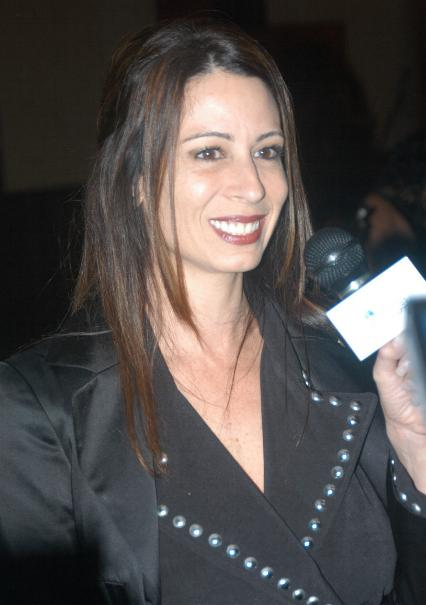
크리스티 캐니언

크리스티 캐니언(Christy Canyon, 1966년 6월 17일 ~ )은 미국의 여자 포르노 배우이다. 캘리포니아주 패서디나 출신.